# Santa Matilde (Santa Luzia)
Santa Matilde é um bairro da cidade de Santa Luzia, em Minas Gerais. 
O Bairro conta com logradouros temáticos, as ruas do bairro possuem nomes de rios do Brasil como, rua Rio da Prata, rua Rio Amazonas, rua Rio Tietê e outros.